# (7788) Tsukuba
(7788) Tsukuba ist ein Asteroid des äußeren Hauptgürtels, der am 5. Dezember 1994 vom japanischen Astronomen Akimasa Nakamura am Kuma-Kōgen-Observatorium (IAU-Code 360) in der Kleinstadt Kumakōgen in der Präfektur Ehime in Japan entdeckt wurde.
Der Asteroid wurde nach der Stadt Tsukuba in der Präfektur Ibaraki auf Honshū, der Hauptinsel von Japan, benannt, die Ende der 1960er Jahre „auf der grünen Wiese“ erbaut wurde, um den Ballungsraum Tokio zu entlasten.